# Katedra św. Ambrożego w Des Moines
Katedra św. Ambrożego w Des Moines (ang. Saint Ambrose Cathedral in Des Moines) jest kościołem biskupim diecezji Des Moines w Stanach Zjednoczonych. Świątynia została zbudowana w stylu neoromańskim w latach 1890–1891. Mieści się przy 607 High Street. Pełni również funkcje kościoła parafialnego.  Katedra znajduje się na liście National Register of Historic Places.